# Protium asperum
Protium asperum,  caraño hediondo, es una especie de planta con flor en la familia Burseraceae. 
Se halla en Colombia, Costa Rica, Ecuador, Panamá, Perú y Bolivia. 
Es un árbol de gran tamaño que exuda del tronco mucha resina de un olor muy peculiar, fuerte y no desagradable.

## Fuente
- Mitré, M. 1998.  Protium asperum.   2006 IUCN Lista Roja de Especies Amenazadas; bajado 23 de agosto de 2007